# Краснояровка (Яковлевский район)
В Дальнереченском городском округе Приморья была деревня Краснояровка
Красноя́ровка — посёлок в Яковлевском районе Приморского края, входит в состав Яблоновского сельского поселения.

## География
Расположено на левом берегу реки Уссури ниже впадения в неё слева реки Краснояровка.
Краснояровка связана автодорогой с селом Николо-Михайловка, расстояние 19 км (через Загорное).
Расстояние до районного центра села Яковлевка около 60 км (через Николо-Михайловку и Покровку).

## Население
| 2001 | 2002 | 2010 | 2019 |
| ---- | ---- | ---- | ---- |
| 133  | ↗147 | ↘102 | ↘72  |

## Улицы
| - пер. Лесной, - пер. Родниковый, - пер. Ручейный, | - ул. Набережная, - ул. Сплавщиков, - ул. Центральная, - ул. Школьная. |